# رابرت شارون آلن
رابرت شارون آلن (انگلیسی: Robert Sharon Allen؛ ‏ ۱۴ ژوئیهٔ ۱۹۰۰ – ۲۳ فوریهٔ ۱۹۸۱) روزنامه‌نگار، نویسنده و درجه‌دار ارتش اهل ایالات متحده آمریکا بود. وی رئیس «دفتر واشینگتن» روزنامهٔ کریستیان ساینس مانیتور بود.
وی در جنگ جهانی اول و همچنین در عملیات پانچو بی‌یا شرکت کرد و پس از فارغ‌التحصیلی در دانشگاه ویسکانسین-مدیسن به کو کلاکس کلن پیوست تا دربارهٔ آنها به افشاگری بپردازد. او در جریان کودتای مونیخ در آن شهر بود و از همان زمان خبرنگار خارجی کریستیان ساینس مانیتور شد.
از فیلم‌هایی که وی در آن‌ها نقش داشته‌است، می‌توان به چرخه روابط پیچیده واشینگتن اشاره نمود.
وی همچنین برندهٔ جوایزی همچون کمک‌هزینه گوگنهایم شده‌است.